# Federico Palazzoli
Federico Palazzoli (Chiari, 17 agosto 1881 – 13 gennaio 1969) è stato un imprenditore e dirigente sportivo italiano.

## Biografia
Laureato in ingegneria fu il fondatore, nel 1904, della più antica industria elettrotecnica bresciana, la Palazzoli, di cui fu presidente, amministratore delegato e direttore generale.
Nel novembre del 1920 veniva eletto consigliere nel Consiglio Comunale di Brescia. Fu presidente dell'Istituto Professionale Moretto di Brescia e consigliere dell'Istituto Tecnico Industriale di Stato (I.T.I.S.) Benedetto Castelli. Membro del Consiglio del Rotary Club di Brescia e della giunta esecutiva della Associazione Industriale Bresciana.
Dal 1931 al 1933 divenne anche presidente della squadra calcistica cittadina, il Brescia.
Venne nominato Cavaliere del Lavoro il 1º giugno 1964. Gli fu dedicato il Centro spastici di Mompiano, fondato nel 1964, dovuto alla sua munificenza e di cui aveva egli stesso posto la prima pietra.
All'inizio del 1967 decise di ritirarsi cedendo l'azienda, grazie all'intermediazione del sindaco di Brescia, Bruno Boni, ad un gruppo di industriali bresciani.
Era sposato con Elvira Zappa, nata a Chiari il 17 agosto 1881, morta a Brescia il 13 gennaio 1966. Entrambi particolarmente sensibili ai problemi sociali e assistenziali, fin dal 1949 Elvira e Federico Palazzoli avevano destinato annualmente significative offerte in denaro agli Spedali Civili di Brescia per l’acquisto di attrezzature mediche, per i reparti di Ostetricia, Otorinolaringoiatria e Urologia. Ad Elvira Palazzoli è intitolato il pensionato per insegnanti situato sui Ronchi di Brescia, palazzo in cui hanno vissuto per anni lei e suo marito.
L'Amministrazione  Ospedaliera, allora guidata da Giovanni Savoldi, commissionò a Pietro Annigoni il ritratto della benefattrice, ricordando in una lettera al marito come fosse stata  “nella sua serena bontà, nella sua cortesia, l’espressione viva e continua di una comunione di intenti  di opere di bene”. Il ritratto è di proprietà di A.S.S.T. degli Spedali Civili di Brescia.